# José Miguel Boissard
José Miguel Boissard (ur. 4 grudnia 1978) – dominikański judoka. Olimpijczyk z Aten 2004, gdzie odpadł w eliminacjach w wadze półśredniej.
Uczestnik mistrzostw świata w 2001. Startował w Pucharze Świata w 2001 i 2011. Piąty na igrzyskach panamerykańskich w 2003 i siódmy w 1999. Brązowy medalista mistrzostw panamerykańskich w 2000 i 2003 roku.

## Letnie Igrzyska Olimpijskie 2004
| Konkurencja | Eliminacje             | Klas. końcowa |
| Konkurencja | Przeciwnik I           | Miejsce       |
| ----------- | ---------------------- | ------------- |
| 81 kg       | Florian Wanner (GER) P | 1 runda       |